# Susan Lenehan
Hon. Susan Mary Lenehan (* 2. November 1943) ist eine australische Politikerin der Labor Party, die zwischen 1982 und 1993 Mitglied des South Australian House of Assembly sowie mehrmals Ministerin war.

## Leben
Susan Mary Lenehan wurde für die Labor Party bei der Wahl am 6. November 1982 im Wahlkreis Mawson erstmals zum Mitglied der South Australian House of Assembly gewählt, des Unterhauses des Parlaments von South Australia, und konnte sich dabei gegen den bisherigen Wahlkreisinhaber Ivar Schmidt von der Liberal Party durchsetzen. Sie vertrat diesen Wahlkreis bis zur Wahl am 11. Dezember 1993, woraufhin Robert Brokenshire von der Liberalen Partei diesen Wahlkreis gewann. Sie selbst kandidierte für die ALP bei der Wahl am 11. Dezember 1993 im neu geschaffenen Wahlkreis Reynell, unterlag dort jedoch der Kandidatin der Liberal Party Julie Greig, und verpasste somit den Wiedereinzug in die Legislativversammlung.
Am 29. Juli 1988 wurde Susan Lenehan in die Regierung von Premier John Bannon berufen und bekleidete in dieser bis zum 4. September 1992 die Ämter als Ministerin für Wasserressourcen (Minister of Water Resources) und als Ministerin für Ländereien (Minister of Lands). Des Weiteren war sie zwischen dem 29. Juli 1988 und dem 14. Dezember 1989 Ministerin für Rückkehrer (Minister of Repatriation) und außerdem vom 29. Juli bis zum 14. August 1988 Ministerin für Meeresangelegenheiten (Minister of Marine). Sie bekleidete zudem zwischen dem 12. August 1988 und dem 20. April 1989 die Posten als Ministerin für Gemeinwohl (Minister of Community Welfare) sowie außerdem als Beigeordnete Ministerin beim Gesundheitsminister (Minister Assisting the Minister of Health) und fungierte ferner vom 20. April 1989 bis zum 4. September 1992 als Ministerin für Umwelt und Planung (Minister for Environment and Planning).
In der darauf folgenden Regierung von Premier Lynn Arnold war sie zunächst vom 4. September bis zum 1. Oktober 1992 weiterhin als Ministerin für Wasserressourcen, Ministerin für Ländereien sowie als Ministerin für Umwelt und Planung. Nach einer Umbildung der Regierung Arnold war sie im Anschluss zwischen dem 1. Oktober 1992 und dem 14. Dezember 1993 Ministerin für Bildung, Beschäftigung und Ausbildung (Minister of Education, Employment and Training). Am 26. Mai 1994 wurde ihr der Höflichkeitstitel The Honourable verliehen. Sie war ferner als Fellow des am 1. Januar 1990 gegründeten Australian Institute of Company Directors (FAICD) tätig, eine gemeinnützige Mitgliederorganisation für Unternehmensmanager und Geschäftsführer.

## Hintergrundliteratur
- Parliament of South Australia: Statistical Record of the Legislature 1836–2007 (Memento vom 11. März 2019 im Internet Archive)